# Lista de armas nucleares
Essa é uma lista de armas nucleares, organizadas por país (por ordem cronológica em que adquiriram armas nucleares) e depois por tipo dentro dos estados.

## Estados Unidos
Notas: As armas nucleares dos E.U.A de todos os tipos (bombas, ogivas, projéteis entre outros) são numerados numa mesma sequência começando pelo Mark 1 e acabando com a ogiva de míssil W91 (que foi cancelada antes de entrar em serviço). Todos os desenhos que foram formalmente em algum ponto atribuídos a alguma designação numérica. Unidades de puro teste que foram experimentos (e não foram intentados para serem armas nucleares) não são numerados nessa sequência.
Em alguns casos, como a B53( uma bomba) e W53 (uma ogiva), e a W54 e Davy Crockett (arma nuclear) usaram o mesmo sistema de detonação para múltiplas aplicações. Isso indica que um mesmo número pode ser atribuído a várias versões de uma arma nuclear que, porém, conserva o mais importante, o sistema de detonação.
Em outros casos, variantes foram designados com os seus próprios números, como o caso da B61 cujo desenho foi a base das armas nucleares W80, W81 e W84.
Essa lista inclui armas que foram desenvolvidas ao ponto de serem atribuídas a um número de modelo (e em muitos casos protótipos que foram detonados em testes), mas que foram cancelados antes de entrarem em serviço. Esses modelos são listados como cancelados, junto com o ano ou data de cancelamento do programa. Apesar de referências culturais , nem os E.U.A nem a União Soviética admitiram terem desenvolvido um dispositivo  de mala nuclear.
- bombas — são designadas como números Mark ("Mk") até 1968 e depois como números "B" depois disso. Bombas de "Test Experimental" são designadas como "TX".
  - Mark 1 – "Little Boy"  tipo balístico (usado contra Hiroshima) (13–18 kt, 1945–1950)
  - Mark 2 – "Thin Man" arma balística de plutônio cancelada em 1944.
    - Implosion Mark 2 – outra arma de implosão com plutônio, com fosso oco, foi as vezes referido também como Mark 2, também cancelado em 1944.

  - Mark 3 – "Fat Man" arma de implosão (usado contra Nagasaki) (21 kt, 1945–1950)
  - Mark 4 – Redesenho pós-guerra do Fat Man. (1949–1953)
  - Mark 5 – Bomba nuclear mais eficiente e significantemente menor.  (1–120 kt, 1952–1963)
  - Mark 6 –Versão melhorada de Mk-4. (8–160 kt, 1951–1962)
  - Mark 7 – Bomba tática multipropósito (8–61 kt, 1952–1967)
  - Mark 8 – arma balística, arma de HEU desenhada para penetrar alvos endurecidos. (25–30 kt, 1951–1957)
  - Mark 9 só existe como Mk 9/T-4 ADM Mark 9 – Tática arma balística de HEU feita por ogivas W9 recicladas.
  - Mark 10 – Versão melhorada da Mk-8 (12–15 kt, cancelled May 1952).
  - Mark 11 – Redesenhado Mk-8.  Gun-type (8–30 kt).
  - Mark 12 – Bomba leve, para ser carregada por um avião caça (12–14 kt).
  - Mark 13 – Versão melhorada de Mk-6 (cancelled August 1954).
  - TX/Mark 14 – Primeira arma termonuclear lançável pelo ar (dispositivo Castle Union). Apenas cinco foram produzidas. (5 Mt)
  - Mark 15 – Primeira arma nuclear -leve- (1.7–3.8 Mt, 1955–1965)
  - TX/Mark 16 – Primeira arma termonuclear (dispositivo Ivy Mike). única arma nuclear a utilizar hidrogênio criogênico a ser produzida, apenas cinco foram criadas. (6–8 Mt)
  - Mark 17 – Arma termonuclear de alto rendimento; A mais pesada arma nuclear dos E.U.A, e a segundo com o maior rendimento. Muito similar ao Mk-24. (10–15 Mt)
  - Mark 18 – Arma nuclear de fissão de alto rendimento (dispositivo Ivy King).
  - Mark 21 – Variante redesenhado para o teste Castle Bravo.
  - Mark 22 – Arma termonuclear falhada, o dispositivo Castle Koon cancelado em abril de 1954.
  - Mark 24 – Arma termonuclear de alto rendimento, muito similar ao Mk-17, porém ele teve um secundário diferente.
  - Mark 26 – desenho similar ao Mk 21 (cancelado em 1956).
  - Mark 27 – bomba nuclear da marinha (1958–1965)
  - B28 (Mark 28) (1958–1991)
  - Mark 36 –Bomba termonuclear estratégica (1956–1961) 9–10 Mt
  - B39 (Mark 39) (1957–1966)
  - B41 (Mark 41) (1960–1976); Maior rendimento dos E.U.A (25 Mt).
  - B43 (Mark 43) (1961–1991)
  - B46 ou (Mark 46); experimental, desenho evoluiu para a B53 e W-53 (cancelado em 1958)
  - Mk 101 Lulu
  - B53 (1962–1997; desmantelado entre 2010–2011)
  - B57 (1963–1993)
  - B61 (1966 –serviço corrente)
  - B77 (cancelado em 1977)
  - B83 (1983 – serviço corrente)
  - B90 (cancelado em 1991)

- Projéteis de artilharia nuclear
  - 16-polegadas (406 mm)
    - W23 (1956–1962) tipo balístico

  - 280mm:
    - W9 (1952–1957) tipo balístico
    - W19 (1953–1956) tipo balístico, derivado da W9

  - 8-polegadas (203 mm)
    - W33 (1956–1980s) tipo balístico
    - W75 (cancelado em 1973)
    - W79 (1981–1992)

  - 155mm
    - W48 (1963–1992)
    - W74 (cancelado em 1973)
    - W82 (cancelado em 1983 (W-82-0 era uma bomba de nêutrons) e 1990 (W-82-1 fissão apenas))

- Munições de demolição atômica
  - W-7/ADM-B (c. 1954–1967)
  - T4 ADM (1957–1963) tipo balístico
  - W30/Munição de demolição atômica tática (1961–1966)
  - W31/ADM (1960–1965)
  - W45/Munição de demolição atômica média (1964–1984)
  - W54/Munição de demolição atômica especial (1965–1989)

- Ogivas de mísseis
  - W4 para SM-62 Snark missile (cancelado em 1951)
  - W5 para MGM-1 Matador (1954–1963)
  - W7 para MGR-1 Honest John (1954–1960), Corporal SRBM (1955–1964), Nike Hercules SAM (1958–1960s)
  - W8 para SSM-N-8 Regulus, tipo balístico (cancelado em 1955)
  - W12 para RIM-8 Talos míssil (cancelado em1955)
  - W13 para SM-62 Snark missile e Redstone MRBM (cancelado em 1954)
  - W15 para mísseis (cancelado em 1957)
  - W21 para bombardeiros B-58, e míssil SM-64 Navaho (cancelado em 1957)
  - W25 para MB-1 "Ding Dong", depoisAIR-2 Genie (1957–1984)
  - W27 para SSM-N-8 Regulusmíssil (1958–1965)
  - W28 para AGM-28 Hound Dog e MGM-13 Mace (1958–1976)
  - W29 para (cancelado em 1955)
  - W30 para RIM-8 Talos 1959–1979)
  - W31 para Honest John (1961–1985) e Nike Hercules (1960s–1988)
  - W34 para Mk101 Lulu, Mk45 ASTOR torpedo, Mk105 bomb (1958–1976)
  - W35 para Atlas ICBM, Titan I ICBM, Thor IRBM, PGM-19 Jupiter (cancelado em 1958)
  - W37 (cancelado em 1956)
  - W38 para Atlas ICBM and Titan I ICBM (1961–1965)
  - W39 para Redstone MRBM (1958–1964)
  - W40 para MGM-18 Lacrosse SRBM (1959–1964)
  - W41 para (cancelado em 1957)
  - W42 para mísseis superfície para o ar (ASM) (cancelado em 1961)
  - W44 para ASROC (1961–1989) 1962 teste de ASROC armado com um W44.

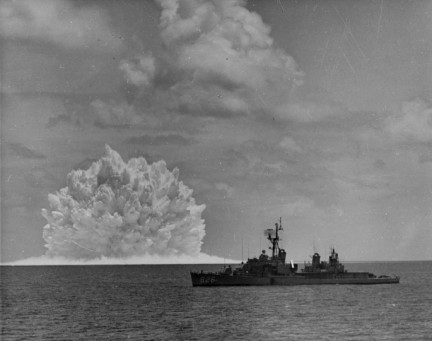
1962 teste de ASROC armado com um W44.

  - W45 para Little John rocket, RIM-2 Terrier eAGM-12 Bullpup MADM (1961–1969 (alguns 1988))
  - W46 para Redstone, Snark, B-58 (cancelado em 1958)
  - W47 para Polaris SLBM (1960–1974)
  - W49 para PGM-19 Jupiter (1959–1963) e Thor IRBM (1959–1963)
  - W50 para MGM-31 Pershing (1960–1990)
  - W51 para vários (programa convertido para o W54 em 1959)
  - W52 para MGM-29 Sergeant (1962–1977)
  - W-53 para LGM-25C Titan II (1962–1987)
  - W54 para Davy Crockett e AIM-26 Falcon AAM (1961–1972)
  - W55 para Subroc (1965–1989)
  - W56 para Minuteman I e II ICBM (1963–1993)
  - W58 para Polaris A-3 SLBM (1964–1982)
  - W59 para Minuteman I ICBM e míssil Skybolt (1962–1969)
  - W60 para Typhon SAM (cancelado em 1963)
  - W62 para Minuteman III ICBM, (1970–2010)
  - W63 para Lance SRBM (cancelado em 1966)
  - W64 para Lance SRBM (cancelado em 1964)
  - W65 para Sprint ABM (cancelado em 1968)
  - W66 para Sprint ABM (1970–1975)
  - W67 para Poseidon SLBM e Minuteman III ICBM (cancelado em 1967)
  - W68 para Poseidon SLBM (1970–1991)
  - W69 para AGM-69 SRAM (1972–1990)
  - W70 para Lance SRBM (1973–1992)
  - W71 para LIM-49A Spartan ABM (1974–1975; desmantelado em 1992)
  - W72 para AGM-62 Walleye (1970–1979)
  - W73 para míssil Condor (cancelado em 1970)
  - W76 para Trident I SLBM (1978 – serviço corrente)
  - W78 para LGM-30 Minuteman III (1979 – serviço corrente)
  - W80 para AGM-86 ALCM, AGM-129 ACM e BGM-109 Tomahawk (1981 – serviço corrente)
  - W81 para RIM-67 Standard ER, baseado no B61 (cancelado em 1986)
  - W84 para BGM-109G Gryphon GLCM (1983–1991)
  - W85 para Pershing II IRBM (1983–1991)
  - W86 para Pershing II IRBMOgiva com opção de penetrar na terra (cancelado em 1980)
  - W87 para Peacekeeper ICBM (1986–2005) e Minuteman III ICBM (2007 – serviço corrente)
    - W87-1 para MGM-134 Midgetman ICBM (cancelado em 1992)

  - W88 para Trident II SLBM (1988 – serviço corrente)
  - W89 para AGM-131 SRAM II (cancelado em 1991)
  - W91 para SRAM-T (cancelado em 1991)
  - RNEP (Robust Nuclear Earth Penetrator) programa de desenho (2001–2005)

- Projetos em andamento:
  - Substituição de Ogiva confiavel (RRW1) design program (2004–)

Veja também Enduring Stockpile.

### Primários nucleares comuns
Um número de armas nucleares estado-unidenses compartilham ou compartilharam primários entre os seus desenhos. Isso inclui os modelos publicamente listados abaixo.
| Primários de fissão nucleares comuns | Primários de fissão nucleares comuns |
| ------------------------------------ | ------------------------------------ |
| Modelo                               | Usado em:                            |
| RACER IV primário                    | TX/Mark 14,TX/Mark 16, Mark 17       |
| Python primário                      | B28 W28 W40 W49                      |
| Boa primário                         | W30 W52                              |
| Robin primário                       | W38 W45 W47                          |
| Tsetse primário                      | B43 W44 W50 B57 W59                  |
| Kinglet primário                     | W55 W58                              |
| B61 Família                          | B61 W69 W73 W80 W81 W84 W85 W86      |

## União Soviética/Rússia
No auge de seu arsenal em 1988, a Rússia detinha cerca de 45 000 armas nucleares em seu estoque, mais de 13 000 ogivas a mais do que os Estados Unidos detinha em seu auge, em 1966.
- Testes
  - Joe-1
- Torpedos
  - 53-58 torpedo com dez kiloton e ogiva RDS-9
  - VA-111 Shkval
- Bombs
  - RDS-1,  bomba de 22  kilotons. Testada em 29 de agosto de 1949 como "Primeiro relâmpago" (Joe 1). Total produzida de 5
  - RDS-2, bomba de 38 kilotons. Testada em 24 de setembro de 1951 como "segundo relâmpago." A RDS-2 teve um desenho puramente russo.
  - RDS-3, bomba de  42 kilotons. Primeira bomba soviética lançada do ar, primeira bomba soviética produzida em massa. Testada em 18 de outubro de 1951.
  - RDS-3I, bomba de 62 kilotons. Testada em 24 de outubro de 1953. A RDS-3I foi uma RDS-3 melhorada com gerador de nêutrons externo.
  - RDS-4, "Tatyana" bomba de 42 kilotons. A RDS-4 foi menor e mais leve que previsão em comparação com outras bombas.
  - RDS-6, também conhecida como RDS-6S, ou "sloika" ou camada de bolo" ganhando 20% de seu rendimento a partir da fusão nuclear. RDS-6 foi testada em 12 de agosto de 1953 obtendo um rendimento de 400 quilotons.
  - RDS-7, uma cópia da RDS-6, a RDS-7 foi uma arma de 500 kilotons de pura fissão comparável ao Mk-18, dos E.U.A, desenvolvimento travado após o sucesso da RDS-6s
  - RDS-27, bomba de 250 kilotons, uma arma de fissão impulsionada, testada em 6 de novembro de 1955.
  - RDS-37, bomba de 1.6 megaton, a primeira bomba de hidrogênio de verdade soviética, testada em 22 de novembro de 1955.
  - RDS-220 Tsar Bomba uma arma nuclear extremamente grande, a maior arma nuclear já projetada, construída e testada, com três estágios e uma potência para 100 megatons, teve o invólucro de urânio empobrecido substituído por um de chumbo reduzindo o rendimento para 50-57 megatons para o teste. Pura demonstração de poder da União Soviética.
- Mísseis balísticos intercontinentais:

  - RDS-9, ogivas de 40 quilotons[2] para R-5M MRBM (SS-3)
  - RDS-37 3 megaton ogiva[3] for R7 Semyorka / SS-6 ICBM
  - RDS-46 5 megaton ogivas[3] para R-7A Semyorka / SS-6 ICBM
  - 8F17 3 megaton[4] ogivas para R-16 / SS-7 ICBM
  - 8F115 and 8F116 5-6 megaton[4] ogivas para R-16 / SS-7 ICBM
  - Modelo desconhecido ogivas para R-9 / SS-8 Sasin ICBM
  - 15F42 1.2 megaton ogivas para UR 100U / SS-11 Mod 3 Sego ICBM
  - Modelo desconhecido 750 kiloton to 1.0 megatonogivas paraRT-2 / SS-13 Mod 1 Savage ICBM
  - 15F1r 750 kiloton para 1.65 megaton warhead for RT-2 / SS-13 Mod 2 Savage ICBM
  - Modelo desconhecido 466 kilotons ogivas para RT-2 / SS-13 Mod 3 Savage ICBM
  - Modelo desconhecido 500 kilotons ogivas para RT-20 / SS-15 Scrooge ICBM
  - Modelo desconhecido 1.5 megaton ogivas para RT-20 / SS-15 Scrooge ICBM
  - Modelo desconhecido 650 kilotons to 1.5 megaton ogivas para RT-21 Temp 2S SS-16 Sinner ICBM
  - Modelo desconhecido 300–750 kilotons ogivas para MR-UR-100 Sotka / SS-17 Spanker Mod 1 ICBM
  - Modelo desconhecido 4–6 megatons ogivas para MR-UR-100 Sotka / SS-17 Spanker Mod 2 ICBM
  - 8F675 (Mod2) 20 megaton ogivas para R-36M2 / SS-18 Satan ICBM
  - 8F021 2 ou 5 megaton ogivas para R-36MP / SS-18 Satan ICBM (3 MIRV ogivas)
  - Modelo desconhecido 550 kilotons ogivas para R-36M2 / SS-18 Satan ICBM (10 MIRV ogivas)
  - Modelo desconhecido 750 kilotons ogivas para R-36M2 / SS-18 Satan ICBM (10 MIRV ogivas)
  - Modelo desconhecido 550 kilotons ogivas para UR-100N / SS-19 Mod 1 Stilleto ICBM (6 MIRV ogivas)
  - Modelo desconhecido 2.5–5 megatons ogivas para UR-100N / SS-19 Mod 2 Stilleto ICBM
  - Modelo desconhecido 550 kilotons ogivas para RT-23 Molodets / SS-24 Scalpel ICBM (10 MIRV ogivas)
  - Modelo desconhecido 550 kilotons ogivas para RT-2PM Topol / SS-25 Sickle ICBM
  - Modelo desconhecido 550 kilotons ogivas para RT-2UTTH Topol M / SS-27 ICBM

- várias armas nucleares táticas incluindo talvez até uma mala atômica

## Reino Unido
Blue Steel
Yellow Sun bomba termonuclear de queda livre
- Ogivas
  - Blue Danube Fuselagem da Tallboy com um dispositivo nuclear.
  - Red Snow para Yellow Sun Mk.2.
  - Green Grass para Yellow Sun Mk.1.
  - Red Beard, arma nuclear tática
  - WE.177 (também usada como carga de profundidade nuclear).
  - Blue Cat - ogiva nuclear cognominada  Tony - versão do Reino Unido da ogiva dos E.U.A W44 cognominada Tsetse.
  - Blue Fox - arma na gama quiloton mais tarde renomeado Indigo Hammer - para não ser confundido com o mais tarde radar Blue Fox.
  - Blue Peacock Mina terrestre de 10 kilotons a "chicken-powered nuclear bomb", originalmente o 'Blue Bunny' Usou a fuselagem do Blue Danube
  - Blue Rosette - bomba pequena para bombardeiros patrulheiros como spec R156T, incluindo o Avro 730, Handley Page HP.100, English Electric P10, Vickers SP4 e vários outros.
  - Blue Slug -
  - Blue Water -
  - Green Bamboo - arma nuclear.
  - Green Cheese - míssil nuclear anti-navio
  - Green Flash - substituição do Green Cheese..
  - Green Granite - arma nuclear - Green Granite (pequeno) & Green Granite (grande).
  - Green Grass - arma nuclear.
  - Indigo Hammer - arma nuclear.
  - Violet Club - arma nuclear.

## França
França disse ter um auge de 350 armas nucleares em seu estoque em 2002.
- Bombas
  - AN 11
  - AN 22
  - AN 52 (MR 50 CTC)
- Ogivas e mísseis
  - MR 31 (S2 (míssil))
  - MR 41 (M1 e M2)
  - MR 50 CTC (AN 51 CTC e AN 52 CTC)
  - AN 51 CTC (Pluton)
  - AN 52 CTC (AN-52)
  - TN 60 (M20)
  - TN 61 (M20 e S3)
  - TN 70 MIRV (M4)
  - TN 71 MIRV (M4)
  - TN 75 MIRV (M45 e M51)
  - TN 76 MIRV (M5)
  - TN 80 (ASMP)
  - TN 81 (ASMP)
  - TN 90 (Hàdes)
  - TNA (ASMP-A)
  - TNO MIRV (M51)

## China
Acredita-se que a República Popular da China possua cerca de 400 armas nucleares, muito pouco é dito sobre o seu arsenal e suas armas, possivelmente o número de armas nucleares pode ser bem maior.
- Testes:
  - 596 (teste nuclear)
  - Teste No. 6

- Mísseis balísticos:
  - DF-1
  - DF-2
  - DF-3A
  - DF-4
  - DF-5
  - DF-11
  - DF-15
  - DF-21
  - DF-31
  - DF-41
  - JL-1
  - JL-2
  - B-611
  - P-12

- Mísseis de Cruzeiro
  - DH-10
  - CJ-10
  - HN1
  - HN2
  - HN3
  - CF-2
  - CF-1
  - SS-N-2

## Índia
Acredita-se que a Índia possua entre 90-110 armas nucleares (estimativas de 2010). As especificações de suas produções e desenhos não foram desclassificadas para o público.
- Testes:
  - Buda Sorridente
  - Operação Shakti
- mísseis
  - Agni-I
  - Agni-II
  - Agni-III
  - Agni-IV
  - Agni-V
  - Prithvi I
  - Prithvi II
  - Prithvi III
  - Shaurya
  - K-4
  - K-5
  - K-15 Sagarika (míssil)
- Mísseis de cruzeiro
  - Brahmos
  - Nirbhay
  - P-70 Ametist
  - P-270 Moskit
  - Popeye

## Israel
Israel acredita-se possuir um arsenal substancial de armas e mísseis nucleares, estimada em 75-130 e 100-200 armas nucleares. mas recusa-se oficialmente a confirmar ou negar se tem um programa de armas nucleares, deixando os detalhes de tal armas incerto. Mordechai Vanunu , ex-técnico nuclear de Israel, confirmou a existência de um programa de armas nucleares em 1986.
Rumores não confirmados têm sugerido granadas táticas de artilharia, bombas de fissão nuclear e ogivas de mísseis leves táticas de pouco rendimento e até ogivas de mísseis talvez termonucleares.
O site BBC News Online publicou um artigo em maio de 2008 que cita o ex-presidente dos E.U.A Jimmy Carter, afirmando que Israel tem 150 armas nucleares.O artigo continua a afirmar que esta é a segunda confirmação da capacidade nuclear de Israel por um porta-voz dos EUA após comentários do secretário de Defesa dos EUA, Robert Gates, em uma audiência no Senado e, aparentemente, havia sido confirmada pouco tempo depois pelo primeiro-ministro israelense, Ehud Olmert.

## Paquistão
O Paquistão fez seu primeiro teste nuclear em 1998.
Em março de 2010, acredita-se que o Paquistão tem entre 80-120 armas nucleares em seu arsenal, provavelmente todas baseadas no urânio altamente enriquecido, mas nunca conduziram um teste termonuclear. Enquanto a pesquisa com plutônio também está disponível, não deve haver armas de plutônio em grandes quantidades. Nenhum detalhe de seu programa nuclear foi liberado ao público.
A principal série para transporta nuclear é Hatf.
- Abdali-I (BRBM)
- Ghaznavi (SRBM)
- Ghauri (míssil) (MRBM)
- Ghauri-II (MRBM)
- Ghauri-III (Close IRBM)
- Hatf-I/IA (BRBM)
- Shaheen míssil (MRBM)
- Shaheen-II (IRBM)
- Shaheen-III (IRBM)
- Babur míssil (míssil de cruzeiro)
- Ra'ad (ar lançadomíssil de cruzeiro)
- Nasr

Os dois primeiros da série acima mencionados não estão confirmados para serem capazes de levar armas nucleares.

## Coreia do Norte
A Coreia do Norte clama a posse de armas nucleares, contudo, as especificações de seus sistemas não foram liberados ao público. O seu arsenal é estimado entre 6 e 18 armas nucleares de baixo rendimento (estimativa de agosto de 2012).
Em 9 de outubro de 2006, a Coreia do Norte fez um alegado teste nuclear. (veja teste nuclear norte-coreano de 2006). As armas nucleares da Coreia do Norte são conhecidas pelo seu rendimento pequeno.
Em 25 de maio de 2009, a Coreia do Norte conduziu um segundo teste de arma nuclear, na mesma localização do teste original. Ao mesmo tempo a Coreia do Norte testou dois mísseis balísticos de curto alcance. A Coreia do Norte está continuamente testando armas nucleares, como em 2 de fevereiro de 2013, quando ela testou um arma de 7 kt.

## África do Sul
A África do Sul construiu seis armas nucleares do tipo balístico. Todas as armas nucleares foram verificadas pela Agência Internacional de Energia Atômica e outros observadores internacionais enquanto eram desmanteladas, todo o urânio altamente enriquecido foi convertido em urânio pouco enriquecido, inutilizável para armas nucleares. A África do Sul é o único país que desenvolveu e depois desmantelou seu próprio programa de armas nucleares.